# Seven (Tony Banks)
Seven: A Suite For Orchestra è il primo album in stile classico del tastierista dei Genesis, Tony Banks. La suite è stata registrata con la London Philharmonic Orchestra, diretta da Mike Dixon. Tony Banks suona il pianoforte nei brani Spring Tide, The Ram and The Spirit of Gravity.

## Tracce
1. Spring Tide
2. Black Down
3. The Gateway
4. The Ram
5. Earthlight
6. Neap Tide
7. The Spirit of Gravit